# Орден «За заслуги перед Итальянской Республикой»
Орден «За заслуги перед Итальянской Республикой» (итал. Ordine al merito della Repubblica Italiana, сокращённое наименование OMRI) — высший орден Италии.
Главой ордена является Президент Италии, он возглавляет Совет ордена, в который, помимо Президента, входят Канцлер ордена и 16 членов. Канцелярия ордена находится в Риме.

## История ордена

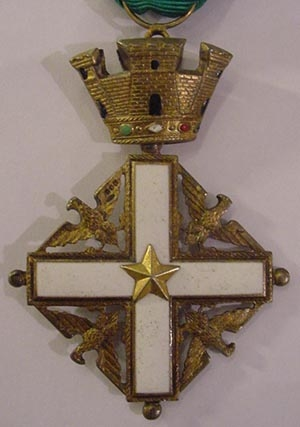
Знак ордена в 1951—2001 годах

Учреждён законом № 178 от 3 марта 1951 года (вступил в силу с 1952 года). Орден предназначен для награждения за значительные заслуги перед нацией в области литературы, искусства, экономики, благотворительности, общественной и гуманитарной деятельности. Награждаются гражданские и военные государственные служащие за выдающиеся заслуги.
Орден заменил отменённые в 1951 году королевские ордена Благовещенья (итал. Ordine della santissima Annunziata), Короны Италии (итал. Ordine della Corona d’Italia) и Святых Маврикия и Лазаря (итал. Ordine dei Santi Maurizio e Lazzaro)
30 марта 2001 года установлены новые орденские знаки.

## Степени ордена
1. Кавалер Большого креста, декорированного большой лентой (итал. cavaliere di gran croce decorato di gran cordone)
2. Кавалер Большого креста (итал. cavaliere di gran croce)

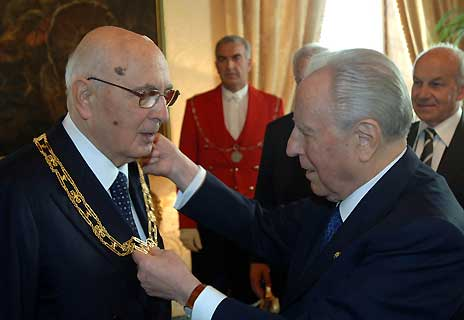
К. Чампи передаёт знаки Кавалера Большого креста на цепи Президенту Дж. Наполитано

3. Великий офицер (итал. grande ufficiale)
4. Командор (итал. commendatore)
5. Офицер (итал. ufficiale)
6. Кавалер (итал. cavaliere)

### Кавалер Большого креста на цепи
(1951—2001 годы);
 (с 2001 года)
Наивысшая степень ордена. Степень предназначена для глав государств.
Знак ордена носится на цепи, золотая восьмиконечная звезда на левой стороне груди.

### Кавалер Большого креста
(1951—2001 годы);
 (с 2001 года)
Кавалеры носят знак на зелёно-красной плечевой ленте и восьмиконечную звезду на левой стороне груди.

### Великий офицер
(1951—2001 годы);
 (с 2001 года)
Награждённые носят знак на шейной ленте (женщины на банте, на груди) и четырёхконечную звезду (до 2001 года — восьмиконечную) на левой стороне груди.

### Командор
(1951—2001 год);
 (с 2001 года)
Знак носится на шейной ленте, звезды нет. Женщины носят знак на груди, на банте из орденской ленты.

### Офицер
(1951—2001 год);
 (с 2001 года)
Золотой знак, без эмали, носится на левой стороне груди. Для женщин предусмотрен бант из орденской ленты.

### Кавалер
(1951—2001 годы);
 (с 2001 года)
Серебряный знак, без эмали, носится на левой стороне груди. Для женщин предусмотрен бант из орденской ленты.

## Порядок награждения
Орденом награждает Президент Италии с согласия Председателя Совета Министров Италии. В особых случаях, Президент может произвести награждение по собственной инициативе (лат. Motu proprio).
Обычно, награждение производится 2 раза в год — 2 июня (День основания республики) и 27 декабря (День Конституции).
Как правило, промежуток между награждениями должен составлять не менее трёх лет. Сенаторы и Депутаты не могут быть награждены орденом до выхода в отставку.

## Иллюстрации

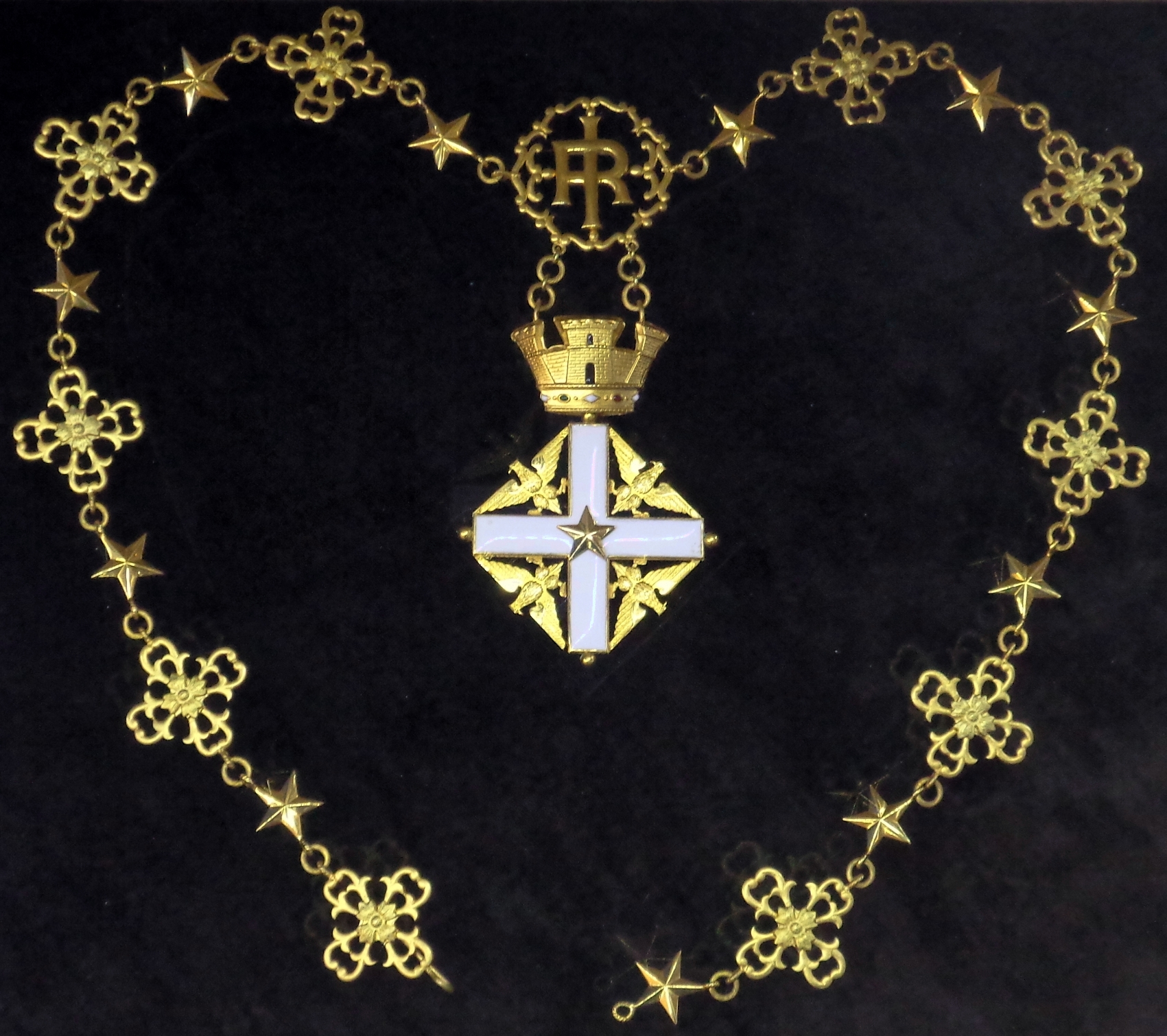
Знак Большого креста на цепи, 1-я модель
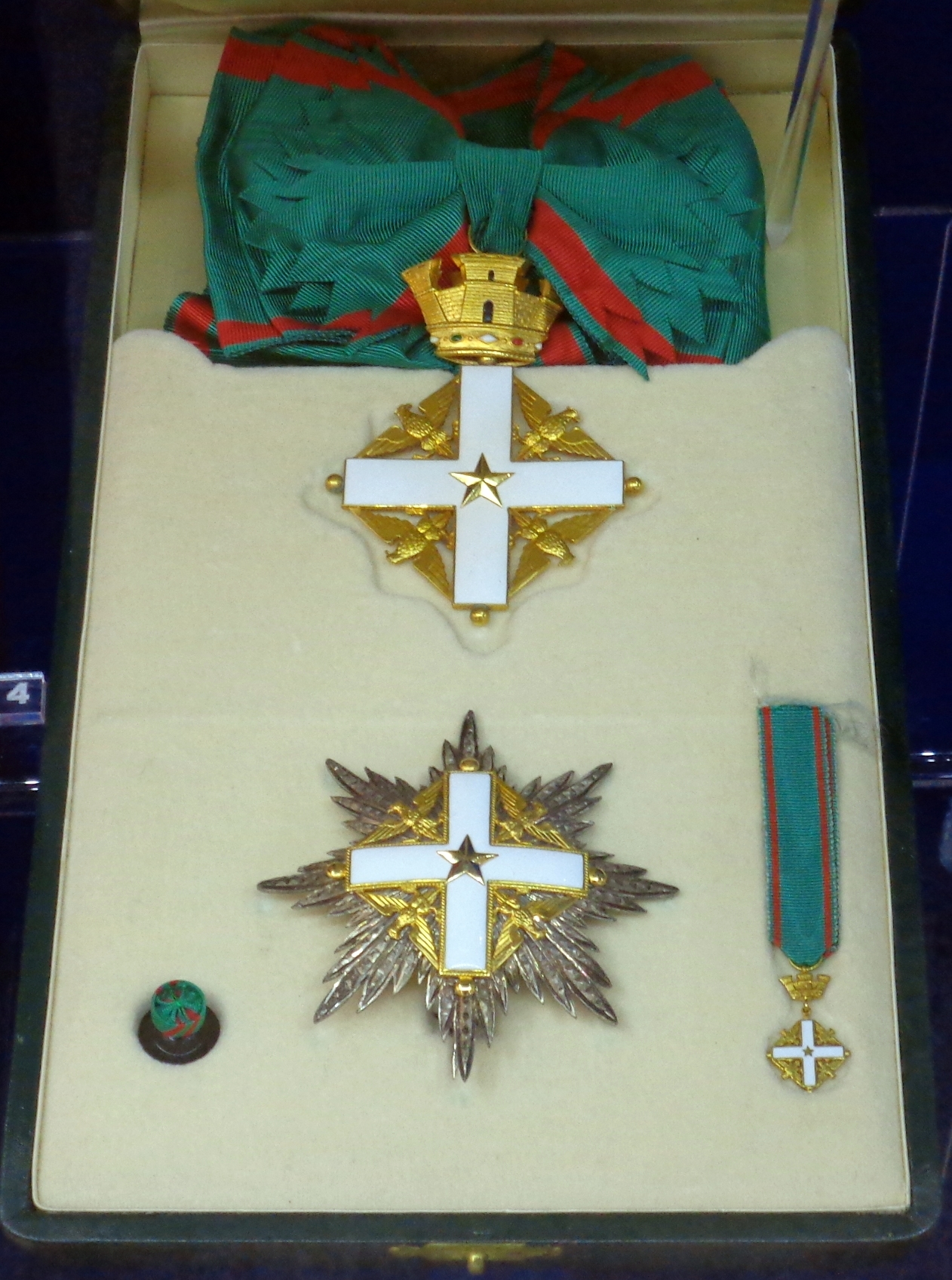
Знаки Большого креста, 1-я модель
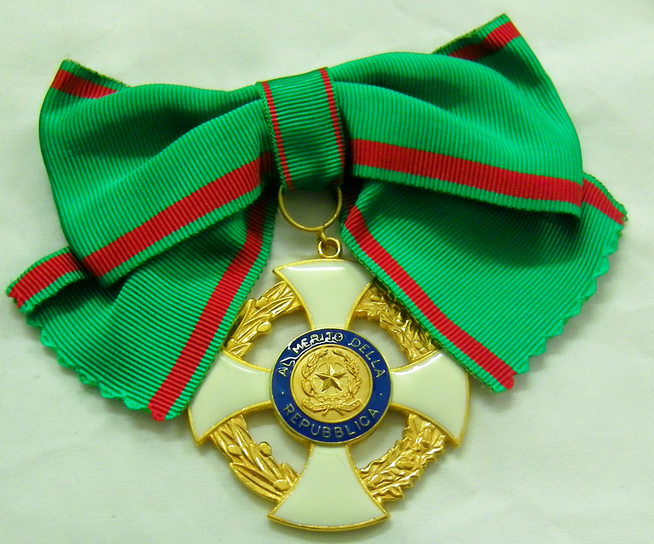
Знак ордена с лентой для дам, 2-я модель